# Ligue Démocratique-Mouvement pour le Parti du Travail
Ligue Démocratique-Mouvement pour le Parti du Travail este un partid politic socialist din Senegal.
Partidul a fost fondat în anul 1975.
Secretar General partidului este Abdoulaye Bathily.
Organizația de tineret a partidului se numește Mouvement de Jeunesse Démocratique.
Partidul a contestat alegerile parlamentare din anul 2001.